# Шумадија (ракетни систем)
Ракетни систем земља-земља Шумадија, или Шумадија СВМЛО (Самоходно Вишецевно Модуларно Лансирно Оруђе), је прототип намењен за уништавање површинских циљева непријатеља као што су: војне базе, аеродроми, луке и лучка постројења, важни транспортни чворови и раскрснице, фабричка постројења и други важни копнени непокретни објекти на даљинама до 285 km. Ракетни систем „Шумадија" је организован у основној форми батерије, са могућношћу да свако лансирно возило може дејствовати независно. То је тактичка балистичка ракета типа земља-земља максималног домета 280-300 км коју производи фирма ЕдеПро.
Ракетни систем земља-земља Шумадија систем је добио име по Шумадији регији централне Србије. Први пут је јавно приказан на сајму наоружања "IDEX 2017" у Абу Дабију, Уједињеним Арапским Емиратима. Систем су конструисале и направиле српске фирме како државние тако и приватне.

## Опис
„Шумадија“ ракетни систем чија је ракета вођена у првом делу путање балистички и иде до 90 km у висину, практично пробија атмосферу, а онда у последњем делу путање заправо има инерциони навигациони систем. Вођена је, практично као нека врста планирајуће крстареће ракете у последњој фази лета  објашњава војно-политички коментатор листа "Политика" Мирослав Лазански . По својим карактеристикама, „Шумадија“ може да парира само кинеској ракети WS-2. Основни подсистеми (модули) ракете система Шумадија су: бојева глава, управљачка секција са инерционим навигационим системом (INS) и одсеком за вођење, ракетни мотор и секција ротирајућег стабилизатора. Бојева глава је разорно распрскавајућа укупне масе 200 kg снабдевена са контактним и близинским упаљачем. Ракета ће имати свој лансирни контејнер који је направљен од комбинације композитних материјала и челика, а план је да се систем смести на Камазову шасију са 4 до 6 контејнера.

## Развој
Модел ракетног система у размери 1:1 је приказан на сајму наоружања IDEX 2017 у Абу Дабију. Тестирање и пробна лансирања балистичке ракете из система "шумадија", домета 300 km, биће обављени у Пакистану јер Србија нема одговарајући полигон за тестирање наоружања овог домета. Производњом ракете "Шумадија" Србија је међу 10 земаља света које праве тактичке балистичке ракете домета до 300 km.
Компанија ЕдеПро је на сајму "Партнер 2021" приказала снимак успешног тестирања ракетног мотора ракете "Јерина 1"

## Намена
Систем је намењен дејству на значајне тачкасте и површинске циљеве непријатеља, укључујући и временски критичне циљеве (захваљујући критичном времену одзива), као што су ракетни системи земља – земља, системи противваздушне одбране, аеродроми, хелиодроми, војне базе, рејони окупљања, логори за обуку, логистички центри, луке, концентрација трупа, као и значајни објекти војне инфраструктуре, командни центри, центри везе итд.

## Карактеристике

### Мобилност
Систем је монтиран на високо проходној точкастој шасији камиона марке Камаз, формуле 8x8, носивости 38 t, која омогућава кретање ван путева уз употребу система за регулисање притиска у пнеуматицима и точковима са RUN FLAT улошцима. Шасија омогућава врло високу оперативну и тактичку покретљивост уз аутономију вожње од преко 600 km и максималну брзину од преко 100 km/h.

### Карактеристике лансера
Лансирни уређај се састоји од платформе азимута и платформе елевације, које се померају по правцу и висини помоћу електромотора са одговарајућим редукторима. Опремљен је дигиталним енкодерима за правац и елевацију, инерционим навигационим системом (ИНС) који је причвршћен за платформу елевације, док је уређај за оријентацију и навигацију на бази ГПС летве са два ГПС пријемника смештен на кабини.
Лансирни уређај је причвршћен за рам који је фиксиран за шасију возила. За рам је учвршћен систем за ослањање који обухвата четири стопе са електромоторима (или са хидрауличким управљањем). Ракете се лансирају под максималним углом елевације од 48°. Посаду чине 4 члана, командир и оператор су смештени у кабини иза кабине возача и сувозача.
Лансирно оруђе може да транспортује и лансира и ракету калибра 262 mm из два лансирна модула, од којих сваки садржи по шест ракета, домета 70 km – Ј2 (Јерина-2).
Контејнер – модул, израђен од челика, садржи две цеви са ракетама. Контејнер се у припреми за дејство дизалицом са логистичког возила поставља на платформу елевације лансирног уређаја и ту се учвршћује помоћу браве.
У зависности од тактичке ситуације односно оперативних услова употребе лансирно оруђе може да преноси и лансира четири или осам ракета. Ракете се пакују у фабрици, у модуле који служе за складиштење, транспорт и лансирање. Сваки модул садржи две ракете које су спаковане у цевима израђеним од сегмената од композитног материјала спојених челичним оковима и заштитним поклопцима. Поклопци омогућују потпуну изолованост од услова средине. По испаљивању ракета из контејнера, празан контејнер се замењује пуним помоћу логистичког возила са дизалицом по напуштању ватреног положаја. Лансирна платформа је обртна, а систем омогућава лансирање у смеру преко кабине под углом азимута ±30°.

### Карактеристике ракета
Систем Шумадија је способан да носи две врсте ракета различитог калибра, користи ракете Јерина-1 и Јерина-2. који су смештени у контејнерски модуле израђене од челика.
- Јерина-1 је ракета калибра 400мм, која има максимални домет 285 km, прецизност односно процењено максимално одступање од циља је око 150 m у случају коришћења само инерцијалног система за навигацију, уколико се уз инерцијални систем за навигацију користи и ГПС, одступање се процењује на испод 50м, што га чини врло прецизним. Јерина-1 је тип ракете која има корекцију путање, бојева глава је тешка око 200кг. Основна бојева глава је разорна парчадно-рушећег дејства, даље истраживање и развој ће омогућити и пројектовање термобаричне бојеве главе. Тежина комплетне ракете износи око 1550кг. Један модул са две ракете Јерина-1 је тежак око 4200кг. Ракета користи модерно композитно ракетно гориво. Дужина ракете је 8,25м.

[[Датотека:Eurosatory 2018 Јерина-1 Јерина-2 Sumadija MLRS.jpg|мини|295x295пиксел|Ракете Јерина-1 и Јерина-2 изложене на сајму наоружања "Eurosatory 2018" у Француској.]] 
- Јерина-2 је ракета калибра 262мм, која има максимални домет до 75 km, ова ракета представља директан и врло напредни развој од ракета која користи самоходни вишецевни лансер М-87 Оркан. Бојева глава је такође фрагментског типа, али поседује и остале типове бојеве главе.

| Ракета    | Број лансирних контејнера | Број цеви у лансирном контејнеру | Укупан браој ракета | Максимални домет | Калибар ракете | Дужина | Тежина | Маса бојеве главе |
| Модел     | Број контејнера           | По контејнеру                    | Укупно ракета       | Км               | мм             | мм     | кг     | кг                |
| --------- | ------------------------- | -------------------------------- | ------------------- | ---------------- | -------------- | ------ | ------ | ----------------- |
| Јерина I  | 2                         | 2                                | 4                   | 285-300          | 400            | 8250   | 1500   | 200               |
| Јерина II | 2                         | 4                                | 8                   | 75               | 262            | 4700   | 110    | 20                |

### Заштита
Кабина за посаду је опремљена балистичком заштитом која омогућава заштиту од фрагмената, малокалибарских оружја и граната.

## Опрема
Ракетни систем је интегрисан у савремено мрежно централно бојиште, путем командно-информационог система, навигационог система и система за управљање ватром. Систем карактерише кратко време преласка из маршевског у борбени положај као и изразито кратко време напуштања ватреног положаја. Систем може да делује потпуно аутономно, зато што поседује аутономан командно – информациони односно комуникациони систем и систем управљања ватром. Систем може да дејствује у виду батерије од 3-6 лансирних оруђа или дивизиона од 9-18 лансирних оруђа са логистичким и комуникационим возилима.
Логистичко возило може да носи четири модула са по два лансирна контејнера са ракетама, као и кранску дизалицу за допуну лансирног оруђа.
Батерији, односно дивизиону придружују се и командно-извиђачка возила, док се подаци о циљевима могу добити од специјалних извиђачких тимова, беспилотних летелица, извиђачких авиона, и на друге начине.

## Тактичко-техничке карактеристике
Перформансе:
- Максимални домет (на нивоу мора) до 285 km
- Минимални домет (на нивоу мора) већи од 70 km
- Температурни опсег примене -30 °C/+50 °C

Бојева глава:
- Тип бојеве главе: Рушећа/Парчадна
- Маса бојеве главе: 200 kg

Упаљач:
- Тип упаљача: Близински/Контактни

Ракетни мотор:
- Тип горива: Чврсто композитно ракетно гориво
- Време припреме ракете за лансирање: ≤12 min.
- Укупна дужина ракете: 8250 mm
- Калибар ракете 400 mm

## Јавно приказивање
Ракетни систем Шумадија представљен је први пут широј јавности током Војне параде Српске војске и полиције под називом “Одбрана слободе” одржаној у Нишу 10.05.2019. године у склопу обележавања победе над фашизмом и 20. годишњице од Нато агресије на СР Југославију. Овај ракетни систем учествовао је током параде у саставу подешалона савремене артиљеријске технике заједно са системима Нора Б52 и Алас. На паради је учествовао један ракетни систем Шумадија с пуном опремом.